# Голдович, Александр Иванович
Александр Иванович Голдович (1900—1975) — советский военный инженер, генерал-лейтенант инженерных войск (1945), участник Гражданской, Советско-японской и Великой Отечественной войн.

## Биография
Родился 6 февраля 1900 года в городе Борисове.
С 1920 года призван в ряды РККА, участник Гражданской войны на Западном фронте в должности младшего командира сапёрных частей и частей особого назначения 4-й стрелковой дивизии. В 1921 году окончил Военно-инженерную школу РККА и в 1922 году —партийную школу при политическом отделе 5-го стрелкового корпуса. С 1922 по 1923 год обучался во Второй Московской военно-инженерной школе имени III Коминтерна. С 1923 по 1927 год служил в Белорусском военном округе в составе отдельного сапёрного батальона 5-го стрелкового корпуса в должностях командира взвода, инженерного парка и помощника командира батальона.
В 1927 году окончил КУКС при Ленинградской Краснознамённой военно-инженерной школе. С 1927 по 1938 год служил в составе 22-й стрелковой дивизии в должностях командира инженерного парка, сапёрной роты и батальона. С 1938 года участник Хасанских боёв в должности начальника инженерной службы 2-й механизированной бригады в составе Особой Краснознамённой Дальневосточной армии. С 1939 по 1941 год — помощник начальника Управления по строительству Словенского укреплённого района и помощник начальника Курсов усовершенствования командных кадров.
С апреля по сентябрь 1941 года — начальник инженерной службы 4-го механизированного корпуса в составе Киевского военного округа. С сентября по октябрь 1941 года находился в окружении, из которого успешно вышел. С октября 1941 по август 1942 года — начальник инженерных войск и заместитель командующего 37-й армии в составе Юго-Западного фронта, являлся старшим уполномоченным Военного совета этого фронта по постройке переправ через реку Дон, возглавлял заградительные работы по усилению Киевского оборонительного района, в августе 1942 года был ранен.  С августа 1942 по 1945 год — начальник инженерных войск и заместитель командующего 57-й армии в составе 3-го Украинского фронта, руководил инженерными частями при форсировании реки Днепр и Дунай войсками фронта. По воспоминаниям генерала А. К. Блажея

..Руководил строительством опытнейший армейский инженер генерал-майор Александр Иванович Голдович. Уж кто-кто, а он прекрасно понимал, как нужны войскам надежные переправы. До войны один из строителей Киевского укрепрайона, затем участник обороны Киева, ветеран 37-й армии, Голдович вдосталь испытал и горечь поражений, и радость побед…
С 1945 по 1946 год — начальник инженерных войск Южной группы войск. С 1946 по 1948 год обучался в Высшей военной академии имени К. Е. Ворошилова. С 1948 по 1956 год — начальник инженерных войск Прибалтийского военного округа, ГК СВДВ, Дальневосточного военного округа и Северо-Кавказского военного округа. С 1956 по 1961 год — заместитель командующего Инженерных войск Министерства обороны СССР.
С 1961 года в запасе, работал в ЦНИИИ ИВ имени Д. М. Карбышева.
Скончался 14 ноября 1975 года в Москве, похоронен на Ваганьковском кладбище.

## Высшие воинские звания
- Генерал-майор инженерных войск (28.04.1943)
- Генерал-лейтенант инженерных войск (1.07.1945)[5]

## Награды
- Орден Ленина (21.02.1945)
- три ордена Красного Знамени (27.03.1943, 03.11.1944, 19.11.1951)
- Орден Кутузова II степени (13.09.1944)
- Орден Богдана Хмельницкого I  степени (28.04.1945) и II степени (20.08.1945)
- Орден Отечественной войны I степени (15.01.1944)
- два ордена Красной Звезды (16.08.1936, 22.02.1942)
- Медаль «За оборону Кавказа» (01.05.1944)
- Медаль «За победу над Германией в Великой Отечественной войне 1941—1945 гг.» (09.05.1945)[6][7]

## Семья
- Сын: Голдович, Александр Александрович — физик, пытался бежать из СССР на лодке через Чёрное море, был задержан 21 апреля 1985, отбывал наказание по ст. 64 УК («Измена Родине») в Пермской ИТК № 37 строгого режима.[8]